# Caetité (kommun)
Caetité är en kommun i Brasilien.   Den ligger i delstaten Bahia, i den östra delen av landet, 600 km öster om huvudstaden Brasília. Antalet invånare är 47 524.
Följande samhällen finns i Caetité:
- Caetité

Omgivningarna runt Caetité är huvudsakligen savann. Runt Caetité är det ganska glesbefolkat, med 38 invånare per kvadratkilometer.